# Тюрнявя
Тюрнявя (фин. Tyrnävä) — община в провинции Северная Остроботния, Финляндия. Общая площадь территории — 494,89 км², из которых 3,07 км² — вода.

## Демография
На 31 января 2011 года в общине Тюрнявя проживало 6421 человек: 3266 мужчин и 3155 женщин.
Финский язык является родным для 99,19 % жителей, шведский — для 0,19 %. Прочие языки являются родными для 0,62 % жителей общины.
Возрастной состав населения:
- до 14 лет — 31,43 %
- от 15 до 64 лет — 57,87 %
- от 65 лет — 10,62 %

Изменение численности населения по годам:
| Год  | Численность |
| ---- | ----------- |
| 1980 | 3900        |
| 1990 | 4387        |
| 2000 | 5035        |
| 2010 | 6416        |
| 2011 | 6421        |